# ГЕС Кунда II
ГЕС Кунда II — гідроелектростанція на півдні Індії у штаті Тамілнад. Розташована між ГЕС Кунда I (вище за течією) і ГЕС Кунда III, входить до складу гідровузла у сточищі річки Бхавані, правої притоки Кавері (кількома рукавами впадає в Бенгальську затоку за пів сотні кілометрів на південь від Пудучеррі).
Відпрацьована на станції верхнього рівня вода потрапляє у створений на Кунді (ліва притока Бхавані) резервуар, який утримує мурована гребля висотою 32 метри та довжиною 152 метри, що потребувала 45 тис. м3 матеріалу. Це сховище має об'єм 1,6 млн м3 (корисний об'єм 0,85 млн м3) та припустиме коливання рівня поверхні в операційному режимі між позначками 1609 та 1625 метрів НРМ. Можливо відзначити, що невдовзі після його спорудження виникла проблема з надто швидким замуленням водойми внаслідок змиву ґрунту з оточуючих сільськогосподарських зон. За 10 років сховище втратило третину об'єму, а велика кількість зважених у воді часток призводила до псування турбін. Як наслідок, була розроблена спеціальна схема промивки резервуару, котрий для цього повністю осушують напередодні приходу мусонів.
Сховище дозволяє захопити воду, яка надходить до Кунди після відбору води для роботи попереднього ступеню каскаду. Крім того, для ГЕС Кунда II відбирають ресурс зі сточища річки Варахапаллам (ще одна ліва притока Бхавані, що впадає в останню вище від Кунди), де зведена так само мурована Східно-Варахапалланська гребля висотою 18 метрів та довжиною 173 метри.
Зі сховища вода подається у прокладений через гірський масив правобережжя Кунди дериваційний тунель довжиною 3,5 км, який переходить у п'ять напірних водоводів довжиною по 1,6 км зі спадаючим діаметром від 1,4 до 0,8 метра. Вони живлять розміщені в машинному залі п'ять турбін типу Пелтон потужністю по 35 МВт, що працюють при напорі від 704 до 732 метрів (номінальний напір 713 метрів).
Відпрацьована вода потрапляє у створений на струмку Пегумбахалла (права притока Кунди) за допомогою греблі Geddai нижній балансуючий резервуар, з якого спрямовується на наступну станцію каскаду.